# ترينيداد أرويو
ترينيداد أرويو فيلافيردي (26 مايو 1872 - 28 سبتمبر 1959) كانت طبيبة عيون إسبانية. كانت أول طبيبة عيون في إسبانيا والثالثة التي تحصل على درجة الدكتوراه، وقد حصلت عليها في عام 1896. كانت معلمة وباحثة في جامعة مدريد، وأدارت قسم طب العيون مع زوجها مانويل ماركيز. أُجبرا على الفرار من البلاد في عام 1939 بسبب الحرب الأهلية الإسبانية، واستأنفا عملهما في مدينة مكسيكو، حيث عاشا بقية حياتهما.
كانت أرويو نشطة سياسيًا في أثناء إقامتها في إسبانيا، حيث عملت نائبة لرئيس جمعية نسائية معادية للفاشية وشاركت في العديد من المنظمات النسوية. جعلها ذلك، بالإضافة إلى علاقاتها المزعومة مع الاتحاد السوفيتي، وزوجها مستهدفين من قبل الجبهة القومية في الحرب الأهلية الإسبانية. كانت أيضًا إحدى أوائل النساء في إسبانيا اللاتي صوتن في الانتخابات، وهو حق مُنح لها بفضل منصبها في هيئة التدريس في الجامعة.

## حياتها المبكرة وتعليمها
ولدت ترينيداد أرويو في بالنثيا في إسبانيا في 26 مايو عام 1872. كانت عائلتها من الطبقة المتوسطة، وكان والدها صاحب محل تنظيف جاف. من عام 1883 حتى عام 1888، التحقت بالمعهد الحر للتعليم الثانوي في بالنثيا حيث كانت أول طالبة فتاة. بعد ذلك، التحقت أرويو بجامعة بلد الوليد للحصول على شهادة في الطب.
كان الحصول على القبول الجامعي أمرًا صعبًا بالنسبة لأرويو بسبب وجود قانون يمنع التحاق الطالبات في عام 1882. اضطر والدها إلى تقديم شكوى إلى مدير التعليم العام وطُلب منها إجراء فحص خاص لإثبات إمكانياتها. حصلت على الإذن بالتسجيل في ديسمبر عام 1888 وقُبلت كطالبة من عام 1889 حتى عام 1895. في أثناء وجودها في بلد الوليد، أصبحت أرويو مهتمة بالجراحة، لكنها تخصصت في طب العيون لأنها تقدر الرقة والدقة التي تنطوي عليها، ورأت أنها أكثر انفتاحًا على النساء. بالإضافة إلى ذلك، أعربت عن اهتمامها بالصيدلة والقانون، لكنها رفضت الأولى لأنها لم ترغب في تلقي أوامر من طبيب ورفضت الثاني من منطلق البراغماتية، لعلمها أن ممارسة امرأة للقانون لن تنجح.

## مهنتها وحياتها اللاحقة
في عام 1898، افتتحت أرويو عيادة لطب العيون في بالنثيا مع شقيقها بينيتو الذي درس طب العيون معها في بلد الوليد ومدريد. في 6 فبراير عام 1902، تزوجت من زميلها طبيب العيون، مانويل ماركيز، الذي شجعها طوال حياتها على متابعة العلوم رغم معارضة المجتمع لدخول النساء مجال العلوم. توفي شقيقها بينيتو، الذي عرّف أرويو على ماركيز، بعد ذلك بوقت قصير في عام 1903. لمدة عامين، بدءًا من عام 1906، غادر الزوجان مدريد إلى جليقية بينما كان ماركيز يشغل منصبًا في جامعة سانتياغو دي كومبوستيلا.
بدأت أرويو وزوجها ممارسة طب العيون في مدريد في منزلهما المشترك ومكتبهما بعد التعديلات البنائية التي أجراها ابن عم أرويو المعماري، جيرونيمو أرويو. كان من بين الذين عالجتهم أرويو الروائي بينيتو بيريث جالدوس، وكان لها الفضل في إنقاذه من العمى. بالإضافة إلى ممارساتهما الخاصة، كانت أرويو تعمل في عيادة أمراض الصدر للأطفال ومؤسسة روبيو ومركز سانت لوسيا للجوء. بالإضافة إلى اللغة الإسبانية، كانت أرويو تجيد التحدث باللغات الإنجليزية والفرنسية والألمانية، الأمر الذي كان ذا فائدة كبيرة للجمعيات التي كانت منخرطة فيها، إذ تمكنت من تمثيلها في بلدان أخرى.